# Human Intelligence
Als Human Intelligence (HUMINT; deutsch „menschliche Aufklärung“) wird die Gewinnung von Erkenntnissen durch menschliche Quellen bezeichnet. Im engeren Sinne wird der Begriff auf die Tätigkeit von Nachrichtendiensten beschränkt, im weiteren Sinne zählen dazu auch die Gespräche von Journalisten, Befragungen und Vernehmungen durch Staatsanwaltschaften und die Polizei sowie die „Gesprächsaufklärung“ insbesondere durch Feldnachrichtenkräfte als Teil der militärischen Nachrichtengewinnung. HUMINT zählt neben der Sammlung und Auswertung von Informationen aus offenen Quellen (OSINT), der Fernmelde- und Elektronischen Aufklärung sowie der abbildenden Aufklärung zu den vier „klassischen“ nachrichtendienstlichen Mitteln.

## Nachrichtendienste
Die menschliche Quelle wird auch als Agent, Spion, V-Mann, Spitzel, Denunziant, Inoffizieller Mitarbeiter (MfS der DDR) oder nachrichtendienstliche Verbindung (BND) bezeichnet. Meist handelt es sich um eine Privatperson, deren planmäßige, dauerhafte Zusammenarbeit mit einem Nachrichtendienst Dritten nicht bekannt ist (vgl. § 9b Abs. 1 S. 1 BVerfSchG). Sie wird in der Regel durch einen Führungsoffizier geführt und gesteuert. Dieser wird auch als Verbindungsführer oder V-Mann-Führer bezeichnet. Die Quellen erhalten von ihrem Führungsoffizier ihre Aufträge, meist die Beschaffung von besonders schutzwürdigen Informationen wie Verschlusssachen oder anderer Staatsgeheimnisse. Sie übergaben die Informationen dem Führungsoffizier oder einem Kurier oder teilen sie diesen mündlich mit.
Informanten bieten in Einzelfällen oder gelegentlich und unaufgefordert einem Nachrichtendienst Informationen an, ohne von diesen geführt zu werden und Aufträge zu erhalten.
Personen mit Zugang zu interessanten Informationen sind für jeden Nachrichtendienst wichtig. Das Führen von Personen mit Zugang zu interessanten Informationen gilt als „Königsdisziplin“ nachrichtendienstlicher Arbeit. Sie ist sowohl für den Führungsoffizier als auch die Quelle oft mit einem hohen persönlichen Risiko verbunden.
Die klassischen Phasen im Bereich HUMINT sind Forschung, Werbung, Quellenführung und Abschaltung.
In den Vereinigten Staaten ist die Central Intelligence Agency (CIA) im Rahmen der zivilen Auslandsaufklärung für die Gewinnung von Informationen durch menschliche Quellen zuständig, wohingegen die National Security Agency (NSA) die Fernmelde- und Elektronische Aufklärung betreibt.

## Polizei
Die Polizei setzt Polizeibeamte als verdeckte Ermittler ein, um Erkenntnisse im Rahmen der Gefahrenabwehr oder Strafverfolgung zu gewinnen.

## Motivation
Klassische Motive einer nachrichtendienstlichen Zusammenarbeit sind Geld, ideologische Überzeugung (auch Patriotismus oder religiöse Gründe), Erpressung oder andere persönliche Motive (wie Sympathie oder Freundschaft mit bzw. Liebe zum Führungsoffizier, Unzufriedenheit am Arbeitsplatz oder Langeweile, die mit einer vermeintlich aufregenden nachrichtendienstlichen Tätigkeit begegnet wird). Neben einem einzelnen Faktor können auch mehrere Motive in Kombination auftreten. Die genannten Motive werden im Englischen auch als „MICE“ bezeichnet (Money, Ideology, Coercion, Ego). Soll sich die Quelle in ihren Führungsoffizier verlieben, spricht man auch von Romeo-Falle (bzw. Venus-Falle).